# 万安镇 (德阳市)
万安镇，是中华人民共和国四川省德阳市罗江区下辖的一个乡镇级行政单位。2019年11月，撤销御营镇，将其所属行政区域划归万安镇管辖。

## 行政区划
万安镇下辖以下地区：
景乐社区、川纤社区、朝圣社区、富乐社区、翰林社区、奎星阁社区、黎明社区、麓峰社区、金雁社区、狮丰社区、泉水村、长虹村、石龙村、南塔村、斑竹村、凯江村、柏云村和芒江村。